# 흥업초등학교 사제분교
흥업초등학교 사제분교는 대한민국 강원특별자치도 원주시에 있었던 공립 초등학교이다. 2000년 본교에 통합되었다.

## 연혁
- 1960년 2월 25일: 흥업초등학교 사제분실 인가
- 1962년 2월 28일: 흥업초등학교 사제분교장 승격
- 1999년 9월 1일: 흥업초등학교 사제분교장으로 격하
- 2000년 3월 1일: 흥업초등학교에 통합되어 폐지